# Carl Gustaf von Otter
Carl Gustaf von Otter, född 17 augusti 1827 på Fimmersta i Västergötland, död 24 februari 1900, var en svensk friherre, sjöförsvarsminister och sjömilitär. Han var bror till statsminister Fredrik von Otter.
Han började sin sjömilitära bana 1847 som sekundlöjtnant vid flottan. Under anställning i engelsk örlogstjänst 1852–54 deltog han i åtskilliga strider till sjöss och till lands i Ostasien. Efter att under flera år ha fört befäl på postfartyg och privata ångfartyg blev han 1867 kommendörkapten av andra klassen. Åren 1872–1875 var han chef för Norra lotsdistriktet och 1875–1880 lotsdirektör och chef för Lotsstyrelsen.
Den 19 april 1880 efterträdde han sin yngre bror Fredrik von Otter som statsråd och chef för Sjöförsvarsdepartementet. Han var sedan kvar på posten som sjöförsvarsminister i nära 13 år under sex statsministrar. Under tiden utnämndes han 1883 till konteramiral, 1888 till generallotsdirektör och 1889 till viceamiral. Han avgick som generallotsdirektör 20 juli 1892, och regeringen lämnade han 16 december samma år, varefter han kvarstod som viceamiral i flottans reserv till 1896. von Otter blev ledamot av Örlogsmannasällskapet 1862 (hedersledamot 1876) och 1881 av Krigsvetenskapsakademin. von Otter gjorde sig känd inom fyrväsendet genom den av honom konstruerade klippapparaten.

## Utmärkelser

### Svenska utmärkelser
- Riddare och kommendör av Kungl. Maj:ts Orden (Serafimerorden), 1 december 1890.[5]
- Kommendör med stora korset av Svärdsorden, 1 december 1885.[5]
- Kommendör av första klassen av Svärdsorden, 1 december 1881.[5]
- Riddare av Svärdsorden, 27 maj 1872.[5]
- Kommendör av första klassen av Vasaorden, 1 december 1879.[5]
- Guldmedalj för tapperhet till sjöss, 1860.[5]

### Utländska utmärkelser
- Storkorset av Norska Sankt Olavs orden, 21 januari 1889.[5]
- Storkorset av Portugisiska Avizorden, 1886.[5]
- Storkorset av Portugisiska orden da Conceição, 1882.[5]
- Riddare av andra klassen av Preussiska Kronorden, 1880.[5]
- Riddare av fjärde klassen av Preussiska Kronorden, 1866.[5]
- Storkorset av Spanska Sjöförtjänstorden, 1882.[5]